# Берёзовые криволесья
Берёзовые криволе́сья — подзона таёжной зоны, переходная к зоне тундр, а также один из типов горно-лесного пояса.
Берёзовые криволесья как подзона таёжной зоны встречается в основном в приокеанических районах — в частности, в Фенноскандии и на Камчатке. В древесном ярусе Фенноскандии, например, в Мурманской области, преобладает Берёза Черепанова (Betula pubescens subsp. tortuosa, syn. Betula pubescens subsp. czerepanovii) — подвид Берёзы пушистой (Betula pubescens), при этом растения могут иметь форму прямоствольного, кривоствольного или многоствольного дерева, дерева со стволом саблевидной формы, высокого кустарника, «дерева в юбке». В тундровой зоне Мурманской области фрагменты берёзового криволесья встречаются в основном в долинах рек и ручьёв, в других местах, защищённых от ветра.
В Мурманской области наиболее широко распространены следующие типы берёзового криволесья:
- кустарничково-лишайниковые (например, воронично-кладониевые),
- травяно-кустарничковые (дёренно-черничные),
- разнотравные.

На Северном Кавказе горные берёзовые криволесья состоят преимущественно из берёзы Литвинова (Betula litwinowii); в берёзовых криволесьях здесь встречаются также Черёмуха обыкновенная (Prunus padus), Ива козья (Salix caprea), Ива Кузнецова (Salix kusnetzowii), Рододендрон кавказский (Rhododendron caucasicum).